# Niterói
Niterói er en by og kommune i delstaten Rio de Janeiro i den sydøstlige del af Brasilien. Den ligger ved Guanabara-bugten, overfor byen Rio de Janeiro, som den er forbundet med ved Rio–Niterói-broen. Kommunen har 496.696 (2015) indbyggere og udgør en del af Rio de Janeiros storbyområde.